# دوك شو
دوك شو (بالإنجليزية: Doc Shaw)‏ هو موسيقي ومغني وعارض وممثل أمريكي، ولد في 24 أبريل 1992 في أتلانتا في الولايات المتحدة.

## أعمال

### أفلام
- (2014) بزوغ كوكب القردة[3]

## وصلات خارجية
- الموقع الرسمي
- دوك شو على موقع IMDb (الإنجليزية)
- دوك شو على موقع روتن توميتوز (الإنجليزية)
- دوك شو على موقع قاعدة بيانات الفيلم (الإنجليزية)